# Instrument notarialny
Instrument notarialny – w okresie staropolskim dokument poświadczeniowy, wystawiany przez uprawnionego urzędnika, notariusza publicznego.